# Дівчата (фільм)
«Дівча́та» (рос. «Девчата») — радянський комедійний художній фільм, знятий 1961 року режисером Юрієм Чулюкіним за однойменною повістю Бориса Бєдного.
Прем'єра фільму відбулася в Центральному будинку кіно у Москві 7 березня 1962 року, напередодні Міжнародного жіночого дня.

## Сюжет
Зима 1960—1961 років. Із Сімферополя до ліспромгоспу «Бодровський» на Уралі приїжджає за розподілом 18-річна випускниця кулінарного училища, Анастасія Кисліцина. Поселившись у гуртожитку, вона знайомиться з сусідками Надею Єрохіною, Катею, Анфісою Павлівною і Вірою Тимофіївною Кругловою. З усіма, крім Анфіси, у Тосі складаються хороші стосунки, а Віру Круглову вона навіть називає «мама Віра».
Трохи освоївшись, Тося йде з новими подругами на вечірку до єдиного розважального закладу в окрузі. На танцювальному вечорі в місцевому клубі вона зустрічає передовика виробництва, місцеву знаменитість — Іллю Ковригіна. Останній грає в шашки з Філею Єгоровим, бригадиром конкуруючої бригади. Музика заважає Іллі зосередитися, і він просить її вимкнути, що викликає невдоволення Тосі. Між ними відбувається сутичка. Коли Ілля виграє партію, він запрошує Тосю на танець, але та публічно відмовляє йому. Ілля, який не звик до відмов, сперечається з Філею на шапку-вушанку про те, що протягом тижня закохає в себе Тосю.
Наступного дня після танцювального вечора Ілля з бригадою приходять до їдальні і вдають, що Тося погано приготувала обід. Вчинок Іллі доводить дівчину до сліз, а той зовсім перестає ходити до їдальні. Тоді Тося сама несе обід Іллі та його бригаді. Ілля починає доглядати за Тосею. Дуже скоро він розуміє, що Тося не така, як ті жінки, з якими він зустрічався раніше.
Анфіса, подруга Іллі і сусідка Тосі, не вірить в кохання. Стосунки Наді Єрохіної та дорослого пилоправа Ксан Ксанича спричиняють у неї недовіру: вона вважає, що Надя боїться залишитись старою дівою, тож готова вийти заміж за будь-кого, хто запропонує. Віра Круглова, яка, не читаючи, спалює листи чоловіка, який зрадив їй, викликає в Анфіси глузування.
Коли сусідки Тосі по кімнаті починають вірити в кохання Іллі, Анфіса розповідає їм про суперечку з Філею. Через них про те, що на неї посперечалися, дізнається й Тося. У присутності Іллі вона повідомляє Філі, що Ілля виграв суперечку, після чого тікає в сльозах. Ілля намагається поговорити з Тосею і пояснити їй, що покохав по-справжньому, але дівчина відмовляється йому вірити. Друзі пропонують Іллі подарувати Тосі золотий годинник. Спочатку дівчина з захватом приймає подарунок, але потім відмовляється від нього. Ілля розбиває годинник і йде.
Кохання Іллі до Тосі змінює і його колишню подругу, Анфісу. Вона починає вірити, що кохання існує, і намагається змінити свою поведінку. Навесні всі жителі ліспромгоспу будують будинки для майбутніх сімейних пар. Ілля ховається від Тосі на горищі одного з будинків. Друзі просять дівчину віднести туди ящик цвяхів. Ілля і Тося миряться.

## У ролях
- Надія Рум'янцева — Тося Кисліцина, кухар на дільниці ліспромгоспу
- Микола Рибников — Ілля Ковригін, бригадир лісорубів, передовик
- Світлана Дружиніна — Анфіса Павлівна, телефоністка на комутаторі, сусідка Тосі по кімнаті
- Люсьєна Овчинникова — Катя, обрубувачка гілля, сусідка Тосі по кімнаті
- Інна Макарова — Надя Єрохіна, напарниця Анфіси і сусідка Тосі по кімнаті
- Ніна Меншикова — Віра Тимофіївна Круглова, «мама Віра», розмітниця верхнього складу і сусідка Тосі по кімнаті
- Віктор Байков — Ксан Ксанич, пилоправ і наречений Наді Єрохіної
- Микола Погодін — Сашко Поваров, гармоніст і наречений Каті
- Станіслав Хитров — Філя Єгоров, бригадир лісорубів та конкурент Ковригіна
- Роман Філіппов — Вася Зайцев, лісоруб з бригади Ковригіна
- Михайло Пуговкін — комендант гуртожитку
- Олексій Криченков — Олекса Великанов, лісоруб з бригади Ковригіна
- Анатолій Адоскін — Вадим Петрович Дементьєв, новий начальник та інженер
- Петро Кирюткін — Олексій Прокопович Чуркін, майстер лісової дільниці

### Не вказані в титрах
- Михайло Кокшенов — робітник, що п'є воду
- Іван Косих — Гнат Назаров, бульдозерист з бригади Ковригіна
- Віктор Маркін — фотокореспондент
- Галина Стаханова — Галя, працівниця-пліткарка
- Ольга Шахова — Марія Гаврилівна, вчителька

## Цікаві факти[1]
- Готуючись до картини, Чулюкін пообіцяв своїй дружині Наталії Кустинській роль Тосі. Але одного його рішення було мало. Кустинська серйозно готувалася до проб: щоб відповідати образу смішної дівчини, вона розмалювала обличчя веснянками і змінила ходу. Після проб Кустинська з нетерпінням чекала рішення худради. Через деякий час вона дізналася, що картина вже знімається і в головній ролі Румянцева. Вдома був страшний скандал. Чулюкін виправдовувався, що худрада вважає Кустинську занадто гарною для образу Тосі. І як примирення запропонував їй роль Анфіси, але Кустинська відмовилася[2].
- На роль Іллі спочатку пробували В'ячеслава Шалевича та Юрія Бєлова, але зверху надійшло розпорядження: без усяких проб затвердити Миколу Рибникова. Рибникову роль дуже подобалася і, щоб виглядати молодшим, він спеціально схуд на 20 кг[2]. Перед Шалевичем вибачились, але він не образився, а навіть похвалив Рибникова, сказавши, що схуднення вважає за верх героїзму. Але навіть незважаючи на схуднення актора, герой Рибникова, хлопець років 25, виглядає у фільмі як зрілий чоловік.
- Героїні Рум'янцевої у фільмі 18 років, а акторці на момент зйомок вже виповнилося 30.
- За задумом режисера на екрані Ілля виглядає значно старшим за Тосю. Насправді актори Рибников і Румянцева — одного року народження (1930), мало того, Рум'янцева старша за Рибникова на 3 місяці.
- Особливо добре Рибникову та Рум'янцевій вдавалися сцени, де їхні герої сваряться, бо під час зйомок вони дійсно були «на ножах». Рибников не розумів, чому режисер так носиться з цією «вискочкою».
- Рибников неодмінно хотів, щоб у фільмі роль Анфіси грала його дружина Алла Ларіонова. Але на роль була затверджена Світлана Дружиніна і Чулюкін змінювати актрису не став. Через це Рибников усю зйомку фільму спілкувався з Дружиніною з холодком[2].
- На роль перевіряльника з району режисер запросив без кінопроб свого давнього друга, однокурсника Володимира Гусєва, але той відмовився.
- Селище лісорубів знімали в павільйонах Мосфільму і на вулиці Мосфільмівській, де висадили близько 300 дерев і звели декорації селища з вивіскою «Ліспромгосп». Натуру знімали на Північному Уралі в справжньому ліспромгоспі в Пермській області. Але знімати на тридцятиградусному морозі виявилося складно і після зняття кількох коротких сцен знімальна група попрямувала до ліспромгоспу в Оленінському районі Тверської області. Фінальні зйомки проходили у Ялті.
- Під час зйомок на Північному Уралі Рибников так увійшов в образ, що забувся й облизав алюмінієву ложку, коли Тося за сценарієм приносить лісорубам обід. Ложка на сильному морозі моментально прилипла до губ. Зйомку довелося зупинити. Рибников, не чекаючи лікарів, різко рвонув ложку прямо зі шкірою[2].
- Інна Макарова (Надя) досі погано висловлюється про фільм — їй дуже не сподобалося, що режисер вирізав фінальний епізод розлучення Наді з меркантильним і скупим Ксан Ксаничем: Надя не кохала його й залишилася чекати справжнього почуття.
- Багато хто вважає пісню «Старий клен» народною. Насправді її написали поет Михайло Матусовський і композитор Олександра Пахмутова.
- Наприкінці 1990-х режисер Світлана Дружиніна (Анфіса) в одному з інтерв'ю висловлювала ідею зняти продовження «Дівчат», але далі розмов справа не дійшла.
- У фільмі виконується пісня «Хороші дівчата» (тих самих авторів, що й «Старий клен»), що стала після прем'єри дуже популярною.
- Сцену з поїздом знімали в Рязанській області в Спас-Клепиках (перегон між Спас-Клепиками й Пилево). Чинна вузькоколійна залізниця була поблизу Москви в Рязанській області, де тривала вирубка лісу. Туди попрямувала знімальна бригада. Зйомки зайняли 2 дні. Для зйомок нічого не будували (прибили тільки одну табличку з назвою станції, яка не читається у фільмі). У поїзді використовувалися статисти — місцеві жителі. За планом зйомки повинні були проходити 1 день, але в день зйомок була погана погода, зйомки перенесли на наступний день.

## Помилки у фільмі
- У другій половині фільму є епізод, в якому Тося сама підіймає на горище великий ящик цвяхів, що в реальності для дівчини з комплекцією Рум'янцевої було б непосильним завданням.
- Під час сварки в їдальні між Іллею й Тосею, показують лісоруба, що п'є воду, а за спиною у нього на вішалці висять дві куртки. У наступному кадрі одна куртка кудись зникає.
- Коли Анфіса починає плакати, Тося опиняється в коридорі за допомогою Каті й Наді, в якої розпущене волосся. Однак коли Тося падає з відер, Надю показують з укладкою.
- Вибігши з клубу після викриття, Тося зустрічає Ксан Ксанича та Надю. Ілля, котрий вибіг слідом за нею, зустрічає вже іншу жінку з Ксан Ксаничем, яка одягнена точно як Надя.
- Під час сцени першого знайомства вушанка Іллі спочатку у зібраному стані, а коли він намагається застерегти Тосю від падаючого дерева, шапка вже закриває вуха.
- Під час розмови Іллі та Анфіси можна помітити, що шаль дівчини піднята, але в наступній сцені, коли до них приєднується Тося, шаль уже опущена.
- Коли друзі й сусіди заспокоюють Іллю, один із хлопців, який увійшов до кімнати, сідає поряд із ліжком на табуретку, але в наступному кадрі на табуретці інший незнайомий чоловік, котрий з'явився за весь фільм тільки у цьому епізоді.